# Reactable

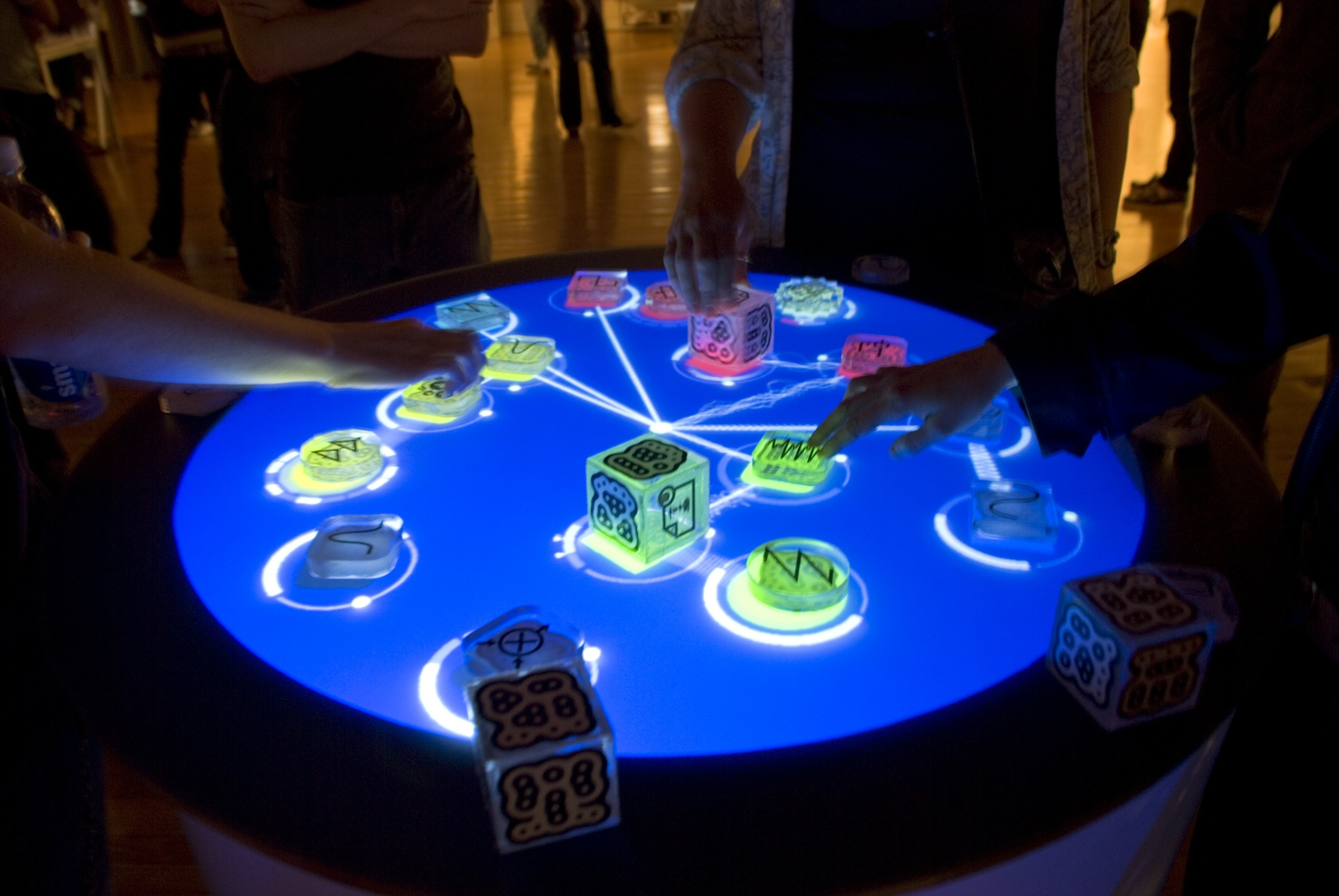
Un réactable avec différents tangibles placés sur sa surface.

La réactable (anglais : reactable) est un instrument de musique électroacoustique, créé à l'université Pompeu Fabra de Barcelone, Espagne. Björk l'utilise en concert pour sa tournée Volta 2007. Coldplay l'a aussi utilisé lors de leur tournée Ghost Stories en 2014. Il s'apparente aux ondes Martenot.

## Description
La réactable est une interface qui permet de modifier les composantes d'un synthétiseur modulaire. Il se présente sous la forme d'une surface ronde ayant au centre un point (la sortie du son), sur laquelle on dispose des blocs représentant chacun des éléments du synthétiseur. Les éléments sont reliés entre eux virtuellement comme dans un circuit électrique. Le joueur peut modifier leurs interactions en faisant varier la distance séparant deux éléments reliés, la fréquence du signal en faisant pivoter l'élément, l'amplitude en déplaçant son doigt autour de l'élément, etc.
Une caméra située en dessous de la table permet d'analyser la disposition des éléments, ainsi que les mouvements des doigts du joueur. Un projecteur émet des effets lumineux créant ainsi les liaisons entre les éléments, mais aussi des réflexions que la caméra pourra détecter comme étant un objet.